# إجوكاك
إجوكاك هي جماعة قروية في إقليم الحوز بجهة مراكش آسفي. وهي تضم .. نسمة، حسب الإحصاء العام للسكان والسكنى لسنة 2014.
يبعد مركز الجماعة عن تارودانت بـ 130 كلم.

## دواوير الجماعة
- دوار امزغني
- دوار ايت يوب
- دوار اكرضى
- دوار المغزن
- دوار ايت موس
- دوار تكنتافين
- دوار تكضيض

## التعليم
قائمة المؤسسات التعليمية في جماعة إجوكاك:
- مجموعة مدارس إغير (المركزية: تجغيشت / الوحدات: تغرغيست - أكرضا - أيت أيوب - إنمزال - أومسلان)

## النقل والطرق
تتوفر سيارات الأجرة بين إجوكاك و أولاد برحيل بـ 60 درهم.